# Cratiria melanochlora
Cratiria melanochlora är en lavart som först beskrevs av Kremp., och fick sitt nu gällande namn av Marbach 2000. Cratiria melanochlora ingår i släktet Cratiria och familjen Caliciaceae.   Inga underarter finns listade i Catalogue of Life.